# Anthurium cogolloanum
Anthurium cogolloanum là một loài thực vật có hoa trong họ Ráy (Araceae). Loài này được Croat & M.M.Mora mô tả khoa học đầu tiên năm 2003.